# Tempio di Pashupatinath
Il Tempio di Pashupatinath (nepali: पशुपतिनाथ मन्दिर) è il più importante tempio induista del Nepal.
Si trova lungo il corso del fiume Bagmati, a Kathmandu, ed è consacrato al dio Pashupati, manifestazione di Śiva. È uno dei sette gruppi di monumenti che permettono alla valle di Kathmandu di essere considerata patrimonio dell'umanità.
Il suo nucleo originario risale al VI secolo d.C. ed è noto per le sue architetture a forma di pagoda. I sacerdoti che svolgono le funzioni si chiamano Bhattas.
Il luogo è popolare tra i turisti soprattutto per le cerimonie funebri che si svolgono quotidianamente, con i cadaveri che vengono cremati sulle pire prima della dispersione delle ceneri nel Bagmati.
Presso il tempio si svolgono numerosi festival di cui il principale, Shivaratri, attira oltre 700.000 fedeli.

## Leggende sulla fondazione
Il tempio di Pashupatinath è il più antico tempio induista di Kathmandu. La data di fondazione non è certa ed esistono numerose leggende al riguardo.

### La leggenda della mucca
Questa leggenda narra che Shiva un giorno assunse le sembianze di un'antilope e prese a giocare nella foresta sul lato est del fiume Bagmati. Gli dei, più tardi quel giorno, lo raggiunsero prendendolo per le corna ed imponendogli di tornare ad assumere le sue sembianze divine, ma una delle corna si spezzò. Il corno rotto fu venerato come lingam, ma più tardi fu sotterrato e perduto.
Alcuni secoli più tardi un pastore vide che una delle sue mucche spandeva per terra il proprio latte. Il pastore iniziò a scavare in quel punto e riportò alla luce il lingam di Pashupatinath.

### La leggenda licchavi
Secondo Gopalraj Vamsavali, il tempio fu costruito da Supuspa Deva, un re licchavi che, secondo un'iscrizione eretta nel cortile del tempio nel 753 d.C., fu regnante 39 generazioni prima di Manadeva (464-505 d.C.).

### La leggenda del Devalaya
Un'altra leggenda asserisce che un tempo Pashupatinath era un Devalaya (tempio) a forma di lingam e fu solo in un secondo tempo che Supuspa Deva costruì un tempio a cinque piani nello stesso luogo. Quest'ultimo fu ricostruito da un re medioevale chiamato Shivadeva (1099-1126 d.C.) e rinnovato Ananta Malla il quale vi aggiunse il tetto.

## Architettura
Il tempio ha la classica struttura a pagoda nepalese. Il tetto a due livelli è in rame con una copertura dorata. Possiede quattro entrate principali, tutte coperte con lastre d'argento. Nei pressi dell'entrata ovest c'è una statua di Nandi in pietra, placcata in bronzo, alta circa due metri.
Il santuario interno, accessibile sono agli induisti, custodisce un lingam di Shiva alto circa un metro. Su di esso sono intagliate cinque facce, una per ogni direzione cardinale più la quinta nella parte superiore del lingam.

## Cremazioni

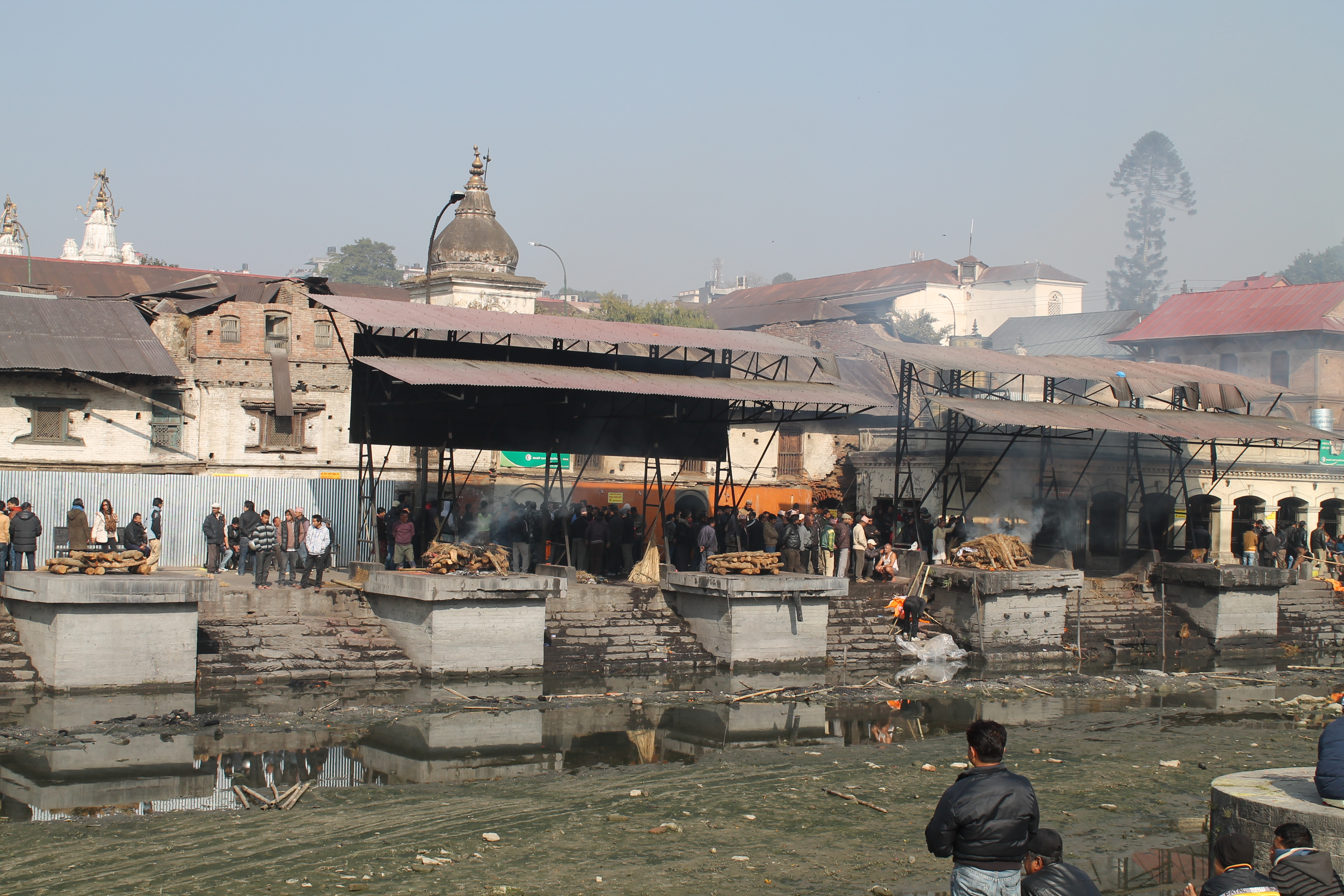
Cremazioni sui ghat al tempio di Pashupatinath

Il tempio di Pashupatinath è famoso per le cerimonie di cremazione che avvengono giornalmente sui ghat che si affacciano sul fiume sacro Bagmati. Gli induisti credono che solo mediante un corretto rito di cremazione al tempio, la loro anima potrà incarnarsi nuovamente.
I corpi, prima di essere cremati, vengono avvolti in sudari arancioni, distesi lungo la riva del fiume, bagnati più volte con l'acqua del fiume e cosparsi con petali di fiori. Successivamente la salma viene adagiata su una pira funeraria. Secondo la tradizione deve essere il figlio maggiore ad appiccare il fuoco per il padre, mentre il minore per la madre.
I ghat sono divisi in settori a seconda dell'importanza delle persone che vi possono essere cremate. Prima del 2008, quando il Nepal era una monarchia, anche i membri della famiglia reale veniva cremati al tempio, in una zona riservata ad essi.
Dopo il massacro della famiglia reale nel giugno 2001, l'esercito fu costretto a costruire un ghat temporaneo per poter accomodare tutte le salme.

## Controversie legali
I sacerdoti del tempio, i Bhatta, sono di origine indiana. Questo fatto, assieme alle numerose accuse di corruzione nei loro confronti è sempre stato un problema per i nepalesi.
Nel gennaio 2009, dopo le dimissioni forzate del brahmino capo del tempio di Pashupatinath, il governo Maoista selezionò autonomamente un sacerdote nepalese e lo mise alla guida del tempio, non rispettando la tradizione secolare secondo la quale il brahmino capo deve essere di origine indiana.
Questa decisione fu fortemente contestata dai sacerdoti indiani del tempio, i quali sostenevano di non essere contro la selezione di brahmini nepalesi, ma che questo fosse stato fatto senza una procedura appropriata.
La questione fu portata in tribunale e la Corte Suprema del Nepal, diede ragione ai brahmini del tempio.
Ciononostante, la sentenza venne ignorata e questo provocò indignazione e proteste pubbliche per la mancanza di trasparenza da parte del governo.
Il gruppo paramilitare maoista YCL attaccò i manifestanti provocando numerosi feriti. Numerosi attivisti ed avvocati appartenenti ai partiti di opposizione presero parte alla protesta dichiarando il loro supporto ai sacerdoti.
Dopo numerose manifestazioni di protesta in Nepal ed in altri stati, il governo fu costretto a tornare sui propri passi.

## Terremoto dell'aprile 2015
Il 25 aprile 2015 una violenta scossa di terremoto di magnitudo 7,8 ha sconvolto il Nepal. Al contrario di molti edifici storici a Kathmandu, il tempio di Pashupatinath non ha subito danni.